# Compagnie Transe Express Circus

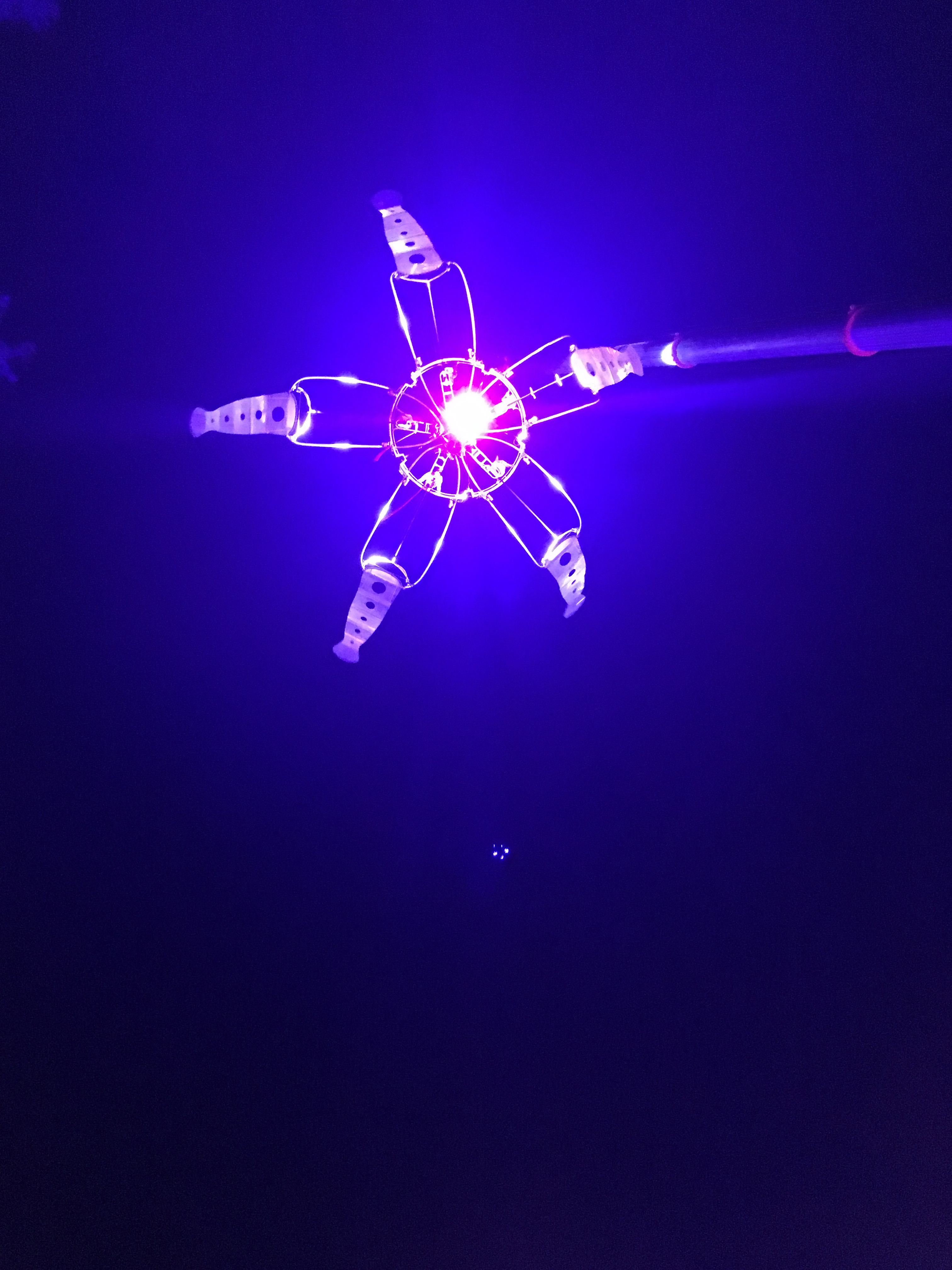
Transe Express »Mù – Cinématique des fluides«

Die Compagnie Transe Express Circus ist eine Gruppe französischer Künstler und Techniker, die Straßenkunst und Himmlische Kunst, Theater über der Stadt, in Szene setzt.
Die Gruppe wurde 1982 von Brigitte Burdin, Tänzerin und Choreografin, und Gilles Rhode, Bildhauer und Kunststoff-Künstler, gegründet. Nach 30 Jahren des Bestehens hat sich die Compagnie Transe Express bis 2012 zu einem Unternehmen mit 160 Künstlern und Technikern entwickelt.
Sie spielten bereits auf 5 Kontinenten in 56 Ländern in 2450 Inszenierungen vor mehr als 8 Millionen Zuschauern. Als besondere Veranstaltung ist die Eröffnung der Olympischen Winterspiele in Albertville 1992 zu erwähnen, durch die die Compagnie Transe Express rund 3 Milliarden Fernsehzuschauern bekannt wurde.
Transe Express eröffneten das Weimarer Kunstfest am 17. August 2018 mit dem Stück "Mù - Cinématique des fluides". Trotz vorausgegangener heftiger Winde und Regenschauer konnte das Spektakel nach einigen Aufräumarbeiten mit rund einstündiger Verspätung beginnen.